# الرابطة التونسية المحترفة لكرة القدم للسيدات 2006–07
الرابطة التونسية المحترفة لكرة القدم للسيدات 2006–07 هو الموسم 3 من بطولة الرابطة التونسية المحترفة لكرة القدم للسيدات. يلعب فيه أفضل 12 ناديا تونسيا في مجموعة واحدة. نادي المعهد العالي للرياضة والتربية البدنية بالكاف هو حامل اللقب وخصومه الرئيسيين للفوز النهائي هم الجمعية الرياضية لبنك الإسكان و نادي الخطوط التونسية.
فاز بهذا الموسم نادي المعهد العالي للرياضة والتربية البدنية بالكاف لثاني مرة في تاريخه.

## الأندية المشاركة
- المعهد العالي للرياضة والتربية البدنية بالكاف
- الجمعية الرياضية النسائية بالساحل
- نادي الخطوط التونسية
- الاتحاد الرياضي التونسي
- الملعب النسائي بصفاقس
- الجمعية الرياضية النسائية بصفاقس
- الحي الجامعي باردو II
- الاتحاد الرياضي بسليانة
- الحي الجامعي بصفاقس
- الرباط الرياضي المنستيري
- الاتحاد الرياضي المغاربي
- الجمعية الرياضية النسائية بمدنين

## روابط خارجية
- الموقع الرسمي للجامعة التونسية لكرة القدم.
- الرابطة التونسية المحترفة لكرة القدم للسيدات على موقع مؤسسة إحصاءات وثيقة لرياضة كرة القدم